# پوسته‌ای نو برای آئین کهن
«پوسته‌ای نو برای آئین کهن»(به انگلیسی: New skin for the old ceremony) نام چهارمین آلبوم استودیویی از خواننده و ترانه‌سرای موسیقی فولک اهل کانادا، لئونارد کوهن است. تهیه‌کننده این آلبوم خود کوهن و جان لیساوئر است. آلبوم در فوریه ۱۹۷۴ ضبط و در ۱۱ آگوست سال ۱۹۷۴ میلادی به وسیله کمپانی کلمبیا رکوردز عرضه شده‌است.